# 范炳昌
范炳昌（1923年—），河北省徐水县人。中华人民共和国工程师。

## 生平
中共党员。1939年1月参加革命工作。抗日战争时期，历任徐水县第一、第六区区委书记，徐水县县委分委组织部长。第二次国共内战时期，历任龙崇宣联合县委城工部长、组织部长，怀来县委宣传部长，崇礼县委组织部长、县委副书记。中华人民共和国成立后，历任宝昌县委副书记，沽源县委书记。1955年11月，担任南京动力学校校长。1974年1月-1982年4月，担任中共黎明化工研究所委员会书记。1983年离休。